# Нижній Курмей
Ни́жній Курме́й (рос. Нижний Курмей) — село у складі Абдулинського міського округу Оренбурзької області, Росія.

## Населення
Населення — 293 особи (2010; 467 у 2002).
Національний склад (станом на 2002 рік):
- чуваші — 86 %